# Тернопільський благодійний фонд «Карітас»

Тернопільський благодійний фонд «Карітас»

Каплиця у приміщенні Тернопільського благодійного фонду «Карітас»

Тернопільський благодійний фонд «Карітас» — регіональний центр благодійного міжнародного фонду «Карітас» Тернопільсько-Зборівської митрополії УГКЦ.

## Про фонд
У Тернопільській області «Карітас» заснував у травні 1994 р. владика Тернопільсько-Зборівської єпархії УГКЦ Михаїл (Сабрига).
Сьогодні у фонді працює близько 50 працівників, які отримали кваліфіковану підготовку для праці з потребуючими. Створена мережа парафіяльних «Карітасів» на теренах Тернопільсько-Зборівської архієпархії.
Фонд працює щодня, крім вихідних та релігійних свят, з 9:00 до 17:00 год.
При «Карітасі» в Тернополі діють:
- проєкти дитячого напрямку
- проєкти духовної підтримки
- проєкти гуманітарного напрямку
- турбота про осіб з інвалідністю
- турбота про осіб похилого віку
- рух за життя
- волонтерський рух

Раніше діяли:
- притулок «Пресвята родина», де проживало близько 30 дітей

## Діяльність
Тернопільський «Карітас» втілює в життя проєкти (станом на 2023 рік)
- «Діти та війна: соціально-педагогічна робота з дітьми та молоддю»
- «Простір Дружній до Дитини»  діти із родин внутрішньо-переміщених.
- «Покращення якості життя людей похилого віку»
- «Pro_милосердя" - доставка гарячих обідів для потребуючих хворих людей.
- «Emergency Appeal» гуманітарний проєкт реагування на наслідки повномасштабної війни росії проти України.
- "Nachbar In Not" - гуманітарний проєкт підтримки та реагування на наслідки повномасштабного вторгнення росії в Україну.
- благодійна їдальня (обслуговує щодня близько 100 осіб)
- «Соціальне середовище для людей з обмеженими можливостями»[1]
- «Життя у повноті»[2]
- "Стійкість та розвиток"  (Психосоціальна підтримка дітей шкільного віку) співпраця Карітасу зі школами для створення психологічного комфорту та ресурсу для українських дітей.
- “Children donation project”
- Проєкт Еmergency appeal «Продовження реагування на надзвичайні ситуації внаслідок війни в Україні»
- «Розвиток соціального служіння для згуртування громад для підтримки ВПО та вразливих груп на парафіяльному рівні»
- Духовна підтримка для осіб внутрішньо-переміщених осіб.
- Соціальне таксі.

### «Діти та війна: соціально-педагогічна робота з дітьми та молоддю»
Проєкт підтримки та озганізації якісного формуючого дозвілля, заходів, таборів, активностей, навчання, майстер-класів, тощо для молоді, зокрема для підлітків.
Мета проєкту: підтримати молодь перехідного віку, дати їм досвід різнобічного розвитку, підтримку в подолання викликів сьогодення, кризи самоідентифікації та пагубних впливів на психоемоційни стан періоду карантину (covid-19) та повномасштабной війни росії проти України.
Проєкт насичений активностями.
Діють клуби "Майже Дорослий" та "Майже доросла".
У проєкті щотижня відбуваються різномантна зустрічі та заходи.
Станом на 2023 рік проєкт регулярно відвідують понад 40 дітей.
Діти з проєкту беруть участь в літніх таборах, екскурсіях, мандрівках.
Вони регулярно долучаються до волонтерської та фандрайзингової діяльності.
По програмі проєкту проходять спільні табори на базах шкіл.
Зокрема табір "Майже дорослі" осінь 2023 року.

### "Стійкість та розвиток"  (Психосоціальна підтримка дітей шкільного віку) співпраця Карітасу зі школами для створення психологічного комфорту та ресурсу для українських дітей.
Керівник: Анастасія Гурська
Діяльність здійснюється в межах:
✓ рекреаційної діяльності,
✓ діяльності "безпечного простору",
✓ діяльності з поліпшення соціальних навичок та вивільнення стресу.
✓ Також включає в себе майстер класи, творчі заняття, тренінги, заходи, екскурсії, свята та заняття на командоутворення. Проєкт «Стійкість та Розвиток» впроваджує методологію НаУКМА «Безпечний простір» (для дітей та батьків та педагогів).
Карітас обрав саме цю програму, бо вона показала високу ефективність щодо відновлення психосоціальної стійкості та була затверджена Міністерством освіти та науки України Соціальні працівники, психологи Карітас, проводять інформаційні сесії для батьків спрямовані на підвищення обізнаності про роль у покращанні емоційного стану своїх дітей, а також забезпечення заходів щодо створення особистої резильєньності.
Для педагогів розроблена і  впроваджується  «Програма емоційної підтримки та професійного зростання для вчителів шкіл».
Педагоги отримують можливість супервізії, навчання, розвитку, підтримки.
Детальніше: https://caritas.ternopil.ua/projects/stiykist-ta-rozvytok-psykhosotsialna-pidtrymka-ditey-shkilnoho-viku/

### «Домашня опіка»
Програма догляд вдома у Карітасі Тернопіль діє з 1999 року. Вона спрямована на покращення якості життя людей похилого віку шляхом надання професійних соціальних послуг догляду вдома. Мета проєкту – сприяння розвитку орієнтованої на майбутнє сталої системи домашньої опіки в Україні, яка має на меті надання професійних соціальних послуг догляду вдома.
Соціальний працівник Карітасу навідується до бенефіціарів проєкту та допомагає з побутовими труднощами:
- Допомога у веденні домашнього господарства
- Допомога у самообслуговуванні
- Допомога в організації взаємодії з іншими фахівцями та службами
- виклик лікаря, комунальних послуг, транспортних служб, відвідування хворих у закладах охорони здоров’я
- Навчання навичкам самообслуговування
- Допомога у забезпеченні технічними засобами реабілітації, навчатися навичкам користуватися ними
- Психологічна підтримка (бесіди, спілкування, мотивація, консультації психолога)
- Надання інформації з питань соціального захисту населення
- Допомога в отриманні безоплатної правової допомоги
- Допомога в оформленні документів, внесенні платежів.
Керівник проєкту: п. Наталя Масник
Донорами проєкту є: Caritas Austria
Детальніше: https://caritas.ternopil.ua/projects/domashnia-opika/

### Гуманітарна допомога
У фонді є склад гуманітарної допомоги, який постійно поновлюється надходженнями з різних іноземних благодійних організацій, а також приватних пожертв парафіян Тернопільсько-Зборівської архієпархії. Щоденно потребуючі мають змогу отримувати одяг та речі домашнього вжитку. На базі проєкту також є пральня, що опікується пранням білизни, необхідного одягу потребуючих проєкту «Домашня опіка».

### Благодійна їдальня
Проєкт для людей, які переживають скрутне матеріальне становище чи безхатьків, які втратили житло та змушені жити на вулиці.
Тричі на тиждень  120 осіб  (станом на 2023 рік) отримують гарячі обіди, а також продуктові набори.
Кожного року ТБФ «Карітас» готує багато акцій для потребуючих людей похилого віку чи ж дітей з проєктів, чи то акція до Різдва Христового, чи акція до Великодніх свят «Великодній кошик».
Кухарі благодійної їдальні Любов Войтович та Галина Папура готують обіди не тільки для потребуючих, але, власне, і для працівників фонду, які оплачують за собіварітсть продуктів чим компенсують витрати.

Детальніше: https://caritas.ternopil.ua/projects/blahodiyna-idalnia/

### "Pro_милосердя"-доставка гарячих обідів для потребуючих хворих людей.
Для самотніх людей похилого віку, які, у зв’язку з важкою хворобою, травмою чи інвалідністю ведуть малорухомий спосіб життя, не виходять з дому та змушені дбати про себе у вкрай складних життєвих обставинах.
На утриманні проєкту «PRO – Милосердя» перебувають більше 60 осіб, це – люди, які практично не виходять з дому, вони є малорухомими або зовсім лежачими.
Такі люди потребують постійної опіки та допомоги, завдяки проєкту вони можуть отримати гарячі обіди двічі на тиждень: першу та другу страву.
За підтримки місцевого виробника Молокія – завжди є йогурт або інші молочні продукти. Також, в такі набори харчів завжди входить печиво або якісь інші смаколики.
Завдяки скринькам, які ми розмістили по супермаркетах, в яких благодійники залишають продукти харчування, ми можемо готувати страви та годувати наших підопічних.
Працівники Карітасу довозять цю допомогу, нам довірено ключі від житла, де проживають малорухомі люди, ми маємо дозвіл заходити в квартири, залишати продукти та годувати немічних малорухомих осіб, більшість із яких – це люди дуже похилого віку або люди з важкими хворобами.
Проєкт утримується поодинокими благодійними внестками та фандрайзирнгом. Не має сталого донора.
Детальніше про проєкт: https://caritas.ternopil.ua/projects/pro_myloserdia/

### “Children donation project”- проєкт допомоги дітям на відстані.
Керівник: Анетта Лиса
Гуманітарна підтримка для дітей шкільного віку та студентська молодь з сімей які знаходяться в складних життєвих обставинах, а саме (діти сироти, діти з інвалідністю, одинокі батьки багатодітні-малозабезпечені сім'ї, та діти військових.
Гуманітарна матеріальна підтримка для дітей які знаходяться на супроводі проєкту. Протягом року усі учасники проєкту отримують подарункові набори у вигляді продуктів харчування, засобів особистої гігієни, шкільного приладдя, солодощів, а також подарункових сертифікатів. Також, проєкт надає можливість брати участь у майстер-класах, екскурсіях та подорожах.
Добір учасників проєкту розпочато з 2018 кількість учасників була залучена до проєкту 37 осіб завершився у 2022році.
Протягом 5-ти років кількість учасників сягала 500 осіб.
Донори: Slovenská katolícka charita
ADOPCIA NA DIAĽKU®
Детальніше: https://caritas.ternopil.ua/projects/dopomoha-ditiam-na-vidstani/

### «Розвиток соціального служіння для згуртування громад для підтримки ВПО та вразливих груп на парафіяльному рівні»
Керівник: отець Роман Загородний
Проєкт спрямований на розвиток соціальних ініціатив, допомогу людям в потребі, благодійність, створення парафіяльних Карітасів. Учасники проєкту – активні парафіяльні спільноти, які хочуть розвивати соціальне служіння. Команда спільноти вивчає потреби громади, визначає групи людей, яким потрібна допомога. Далі парафіяльні волонтери беруть участь у соціально-освітній волонтерській академії «СОВА», у Школі соціального служіння, де навчаються, як правильно писати проєкти, як формувати бюджет. Наступним етапом є заповнення аплікаційної форми проєкту та подання на конкурс міні-грандів. Після визначення переможців, парафіяльні спільноти приступають до реалізації проєктів.
Менторський супровід 12 парафіяльних спільнот, проведення 9 модулів соціально-освітньої волонтерської академії «СОВА», проведення Школи соціального служіння, конкурс міні-грандів для учасників проєкту, допомога парафіям в реалізації соціальних ініціатив.
Активно долучаються парафіяльні волонтери, а також парафіяни, які прагнуть розвивати соціальне служіння.
Донори: Caritas Austria , Renovabis
Детальніше: https://caritas.ternopil.ua/projects/rozvytok-sotsialnoho-sluzhinnia-dlia-zghurtuvannia-hromad-dlia-pidtrymky-vpo-ta-vrazlyvykh-hrup-na-parafiialnomu-rivni/

### "Гуманітарна допомога для осіб, які постраждали від війни в Україні"
Керівник: Гнатюк Маріанна
Проєкт Nachbar In Not, за підтримки та партнерства із Caritas Austria має на меті відреагувати на гуманітарну кризу, яку спричинала повномасштабна війна росії проти України 2022 року.
В рамках проєкту, постраждалі від військової агресії особи можуть отримати різні види безоплатної допомоги, визначеної можливостями та критеріями проєкту. 
В рамках різних діяльностей проєкту можемо перелічити наступні напрямки підтримки та допомоги:
- КРИЗОВІ ЦЕНТРИ де можна отримати допомогу психолога (індивідуальну та групову консультацію), юриста, кейс-менеджера, кризового консультанта, адміністратора приймальні та кол-центру.
- ПРОСТОРИ ДРУЖНІ ДО ДИТИНИ, дитячий  напрямок діяльності, в якому можна отримати послуги дитячих психологів, педагогів, соціальних педагогів, відвідувати заходи, активності, табори, тощо з метою стабілізації психо-емоційного стану дітей, які постраждали від війни.
- НАВЧАЛЬНІ ПРОСТОРИ забезпечують безпечне навчання дітей в належно облаштованих приміщеннях.
- БАГАТОЦІЛЬОВІ КЕШ-ГРАНТИ надання фінансової підтримки для визначених проєктом цілей та потреб.
- КЕШ ВІД КЕЙСМЕНЕДЖЕРА грошова допомога від кейс-менеджера для захисту. Детальніше: https://caritas.ternopil.ua/projects/pidtrymka-osib-iaki-postrazhdaly-vid-viyskovoi-ahresii-nachbar-in-not/

===

### "Проєкт Еmergency appeal «Продовження реагування на надзвичайні ситуації внаслідок війни в Україні»
Керівник: Наталія Масник  
Діяльність проєкту спрямована, насамперед,  на підтримку осіб, що постраждали від війни.
- Надання адвокаційних послуг.
- Надання гуманітрної допомоги.
- Надання продуктових наборів.
- Гарячі обіди для потребуючих із числа ВПО.
- Розвиток волонтерства.
- Консультаційні послуги, тощо.   В 2023 році проєкт було переформатовано.

### Соціальний центр для молоді з інвалдіністю "Життя уповноті"
Керівник: Тарас Пастушенко. о.диякон.
Соціальний проєкт покликаний опікуватися молоддю з інвалідінстю через організацію якісного дозвілля, майстер класів та заходів соціальної інтеграції.
Мета проєкту є соціальнізація молоді з інвалідністю, яка согодні опинилася в соціальній ізоляції, адже є обмаль місць у нашому місті де вони зможуть знайти локацію для особистого розвитку та дозвілля.
Також, надають послуга Денного догляду, проводяться групові та індивідуальні заняття з психологом проєкту.
З учасниками проєкту регулярно проводяться зустрічі в приміщенні благодійного фонду Карітас.

### Підсобне господарство
Одним з найперших проєктів Тернопільського благодійного фонду «Карітас» став проєкт «Підсобне господарство», яке знаходиться в 10-ти км від м. Тернополя в с. Драганівка (завідувач підсобного господарства Михайло Савка). На сьогодні у користуванні підсобного господарства є 120 га власної та 200 га орендованої землі.
Підсобне господарство займається вирощуванням зернових культур (ячмінь, пшениця, гречка) і городини (картопля, огірки, капуста, морква, кріп, петрушка, кабачки).
Завдяки діяльності підсобного господарства, благодійний фонд має змогу забезпечувати продуктами харчування свої соціальні проєкти.
У вересні 2008 року «Карітас Чехії» м. Оломоуц благодійно надав ТБФ «Карітас» соковижималку, яку встановлено на підсобному господарств

### Літні табори для дітей
Щороку проводяться літні табори для дітей.

## Акції
Щорічно проводяться благодійні акції:
- «Різдвяна кутя»,
- «Різдвяна свічка»,
- «Різдвяний подарунок»,
- «День хворого»,
- «День людей похилого віку»,
- «Великодній кошик»,
- «День матері»,
- «Шкільний портфелик»,
- «Дари осені»,
- «Святий Миколай» та інші;

### «Різдвяна кутя»
Щорічна акція, на якій роздають кутю, калачі та вінегрет тим, хто не взмозі за відсутності коштів закупити необхідні продукти і приготувати святковий стіл.

### «Різдвяна свічка»
Залучені від акції кошти передаються на потреби дітей-сиріт та одиноких старших людей.

### «Різдвяний подарунок»
5 січня в залі благодійного фонду проходить акція «Різдвяний подарунок»: молитва за здоров'я і благополуччя всіх дітей, подарунки для них, які забезпечують чеські родини, котрим не байдужа доля маленьких українців. При отриманні подарунка, кожен із гостей готує свій презент у вигляді листівки, малюнку чи виробів із бісеру, зроблених власноруч.

### «Великодній кошик»
Щорічна акція «Великодній кошик» для підопічних проєкту «Домашня опіка», проєкту «Мобільна робота з молоддю», Соціального центру для дітей з кризових родин і потребуючих «Благодійної їдальні».
У «Великодній кошик» входить набір великодніх продуктів. У проведенні акції беруть участь волонтери, працівники фонду і добродії, які долучаються до неї, збагачуючи кошики продуктами.

### «День хворого»
Щорічна акція до Дня хворого, мета якої — привернути увагу до страждаючих та немічних, їх належного догляду, піклування та полегшення страждань. У міській дитячій лікарні м. Тернополя працівники фонду і волонтери спільно моляться за здоров'я хворих та їх швидке видужання. Далі відвідують відділення лікарні і роздають подарунки для діток: одяг, солодощі, булочки, образки та Новий Завіт із коментарями.

### «День людей похилого віку»
Щорічна акція до Дня людей похилого віку.
Детальніше: https://www.facebook.com/caritasternopil/posts/pfbid02XXeRZwFU8k6GkyA9kEiEfZMD9Mddus8exnZX2Qr9KjTeBx4KDZPcs6U7ByUjHEKPl?__cft__%5B0%5D=AZU0j-GnZObIpM7mrLz75ZyXAup-Hdhc2N6wx6I6aEqznBTps-bGsLVXaiqFUjqZ3C296McTrEm_LMoX98Vlmwd_fXWclSvGpCgeGHaq8fJo0QLgw92xl4XGfo7K51wCXDOEGQKFe9dBG7T0YQN9OEPYY8vZn9O7HS9sBY1Xsdjf7dWGskMI6ShPCiq-iFmwya4&__tn__=%2CO%2CP-R

### Родинні свята
День захисту дітей.
День родини.
Детальніше: https://youtu.be/jEP32_8clRM?si=fxeWVbc9mmGCJYDn

### «Шкільний портфелик»
Акція для школярів на початку навчального року, в якій дітям роздають учнівські приладдя: портфелики,  зошити, ручки, щоденник, кольорові олівці, папку, ножиці, ґумку, лінійки, альбом для малювання, набір кольорового паперу тощо.
Детальніше:
https://caritas.ternopil.ua/razom-my-podbaly-pro-mayzhe-piv-tysiachi-ditey/
https://youtu.be/isvPcQrTb2M?si=o583fdD6-uTXhpZS

### «Святий Миколай дітям Тернопілля»
Щорічна акція, коли вся спільнота і запрошені гості — діти та їх батьки з багатодітних, малозабезпечених сімей святкують прихід Святого Миколая.

## Директори
- о.-митрат Іван-Андрій Говера (грудень 1994 - вересень 2011)
- о. Андрій Марчук (від вересня 2011), заступник о. Роман Загородний
- о. Роман Загородний (від 2021 р.)

## Пам'ятник св. Вікентію
11 жовтня 2016 року на території «Карітасу» встановили пам'ятник покровителю вбогих і дітей-сиріт святому Вікентію.